# Карлштайн-ам-Майн
Карлштайн-ам-Майн (нім. Karlstein am Main) — громада в Німеччині, розташована в землі Баварія. Підпорядковується адміністративному округу Нижня Франконія. Входить до складу району Ашаффенбург.
Площа — 12,68 км2. Населення становить 8022 ос. (станом на 31 грудня 2020).